# Province de Huarmey
La province de Huarmey (en espagnol : Provincia de Huarmey) est l'une des vingt provinces de la région d'Ancash, au Pérou. Son chef-lieu est la ville de Huarmey.

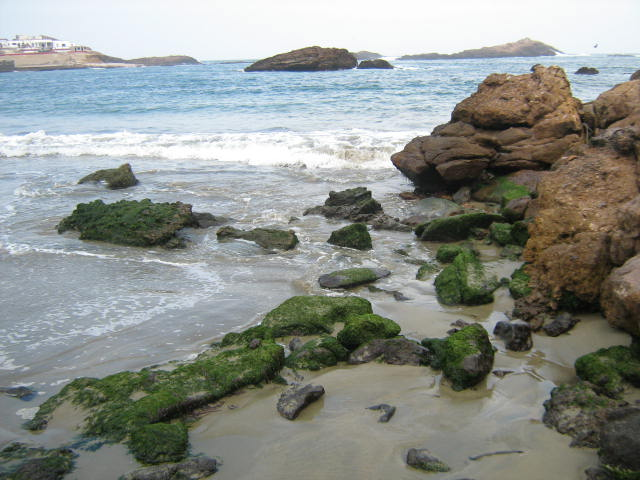
Plage de Tuquillo

## Géographie
Située au sud-ouest de la région d'Ancash, la province occupe la plaine littorale qui s'étend jusqu'aux contreforts de la Cordillère occidentale des Andes et couvre une superficie de 3 908,42 km2. Elle est limitée au nord par la province de Casma, à l'est par les provinces de Huaraz, d'Aija, de Recuay et de Bolognesi, au sud par la région de Lima et à l'ouest par l'océan Pacifique.

## Histoire
À l'époque coloniale, Huarmey faisait partie du Corregimiento du Santa, qui correspondait à l'actuelle région Ancash. En 1784, sous le vice-roi Teodoro de Croix, la paroisse de Huarmey fut créée dans la juridiction de la province du Santa et à l'intendance de Lima.

## Population
La population de la province s'élevait à 27 820 habitants en 2007.

## Subdivisions
La province de Huarmey est divisée en cinq districts :
- Cochapeti
- Culebras
- Huarmey
- Huayan
- Malvas

## Économie
En juillet 2001, la Compañía Minera Antamina S.A. a mis en service les installations du port de Punta Lobitos, destiné à l'exportation de concentrés de cuivre et de zinc provenant d'Antamina. Le port de Punta Lobitos est situé à un kilomètre à l'ouest de Puerto Huarmey.

## Communications
La province est traversée du nord au sud par la route panaméricaine.

## Sites remarquables
- plage de Tuquillo, à 6 km au nord de la ville de Huarmey
- plage de La Pocita
- plage de Maracaná,
- plage d'Antivito
- plage Aterrizaje
- plage La Gramita

## Culture
Les fêtes de la Virgen del Rosario, patronne de Huarmey, sont célébrées début octobre.
Les plats typiques sont le picante de fruits de mer, le picante de cuy (cochon d'Inde), la chicha de jora et le ceviche de canard.